# Bony und der Bumerang
Bony und der Bumerang, im englischsprachigen Original The Barrakee Mystery, ist ein Kriminalroman des australischen Schriftstellers Arthur W. Upfield.

## Hintergrund
The Barrakee Mystery war der erste Roman, den Arthur. W. Upfield als Erwachsener schrieb. Es ist auch der erste Roman einer umfangreichen Serie, in der Arthur W. Upfield den von ihm erdachten Kriminal-Inspektor Napoleon Bonaparte, „Bony“, ermitteln lässt. Der Autor hatte anfangs große Schwierigkeiten, den Roman fertigzustellen. So schrieb und veröffentlichte er zunächst The House of Cain, bevor er an The Barrakee Mystery weiterschrieb. In den ersten beiden Entwürfen war der Ermittler noch ein Australier europäischer Abstammung. Den Schub, The Barrakee Mystery fertigzuschreiben, erhielt Arthur W. Upfield durch eine Begegnung mit dem Tracker Leon Wood, dessen reale Biografie er seiner Kunstfigur „Bony“ zugrunde legte. Leon Wood und „Bony“ haben beide Aborigine-Mütter und europäischstämmige Väter, arbeiteten als Spurensucher für die Polizei und sind eng mit der Landschaft des Outbacks verbunden.

## Personen

### Ermittler
Polizei-Sergeant Knowles, in Wilcannia stationiert, ist zunächst der örtlich zuständige Polizeibeamte. Als sich in dem Fall keinerlei Spuren auffinden lassen, wird „Bony“ hinzugezogen, der als verdeckter Ermittler versucht, den Fall aufzuklären.

### Die anderen
Mr. Thornton ist der Eigentümer der Schafzucht-Station Barrakee. Seine Frau, Ann, und er leben dort mit einer Reihe von Angestellten und einer verwaisten Nichte, Kate Flinders. Ihr Sohn Ralph besuchte ein Internat und hat dort gerade die Schule beendet. Sie hoffen nun, dass die beiden heiraten, und die Verlobung wird groß gefeiert.
Zum Personal gehört auch Frank Dugdale, der als stellvertretender Aufseher auf Barrakee arbeitet und in Kate verliebt ist. Zu Verstärkung des Personals wird William „Claire“, eigentlich „Sinclaire“, angestellt, dessen Schwester Mary früher auf Barrakee als Köchin gearbeitet hat, aber früh verstorben ist.
In der Nähe von Barrakee lebt auch eine Gruppe von Aborigines. Zu dieser gehört die junge Nellie Wanting, die wiederum in Ralph verliebt ist. Zu der Gruppe gehört außerdem King Henry, der aber schon seit 20 Jahren weit entfernt im Norden von Queensland lebt.

## Handlung

### Kontexte
Die Handlung spielt 1927 oder 1928 auf der fiktiven Schafzucht-Station Barrakee im Herbst und Winter, eine Zeit lang erwarteter, dann einsetzender Regenfälle. Barrakee liegt im Nordwesten von New South Wales, grenzt im Osten an den Darling River und erstreckt sich von dort in Richtung Westen zur Grenze von South Australia. Nächstgelegener größerer Ort ist Wilcannia, etwa 100 km entfernt. Als Ralph von seinem Internat anreist, nutzt er dazu den Bahnhof in Bourke, Endpunkt der Main Western Railway, die heute jenseits von Nyngan stillgelegt ist.

### Der Kriminalfall
In einer Nacht wird während eines Gewitters King Henry von einem Bumerang erschlagen. Ein Bumerang als Mordwaffe in einem Kriminalroman war etwas völlig neues, was schon dem Literaturagenten George Frankland, an den sich Arthur W. Upfield im Vorfeld der Publikation wandte, sehr positiv auffiel. Das führt zu einem eigenen Kapitel innerhalb des Romans, in dem Bony sich ausführlich über Bumerangs auslässt. Frank Dugdale, der sich ganz in der Nähe des Tatorts aufhielt, hörte den Bumerang fliegen. Aufgrund des mit dem Gewitter einhergehenden Regens gibt es für die Polizei anschließend aber keine verwertbaren Spuren, die auf einen Täter hinweisen. Deshalb wird Bony hinzugezogen und lässt sich als Saison-Arbeiter in Barrakee anstellen. Nur der Eigentümer von Barrakee weiß von seiner Identität. Bony ermittelt aus geringen, verbliebenen Spuren, die vorher niemand deuten konnte, und über Informationen, die er aus seinem weiten Netzwerk von Bekanntschaften erhält, einen Täter. Der aber wird gewarnt und entzieht sich der Polizei durch Flucht. Bony stört bei dieser Ermittlung, dass er zwar den Tathergang rekonstruieren und einen Täter ermitteln konnte, das Tatmotiv aber völlig ungeklärt bleibt. Also arbeitet er weiter in Barrakee und versucht, dem auf die Spur zu kommen. Das gelingt ihm letztendlich, wenn auch nur dadurch, dass der Autor einen Einbruchdiebstahl in die Handlung einbaut, bei dem die Tatwaffe zufällig zutage kommt. Letztendlich verhält sich doch alles etwas anders als zuerst angenommen.

### Nebenhandlungen
Wichtigste Nebenhandlung ist die Beziehung zwischen Ralph und Katie, die sukzessive von den Liebesgeschichten zwischen Ralph und Nellie sowie Katie und Frank überlagert wird. Dabei bleibt der Autor, was die Sexualmoral und das, was zwischen Aborigines und europäischstämmigen Australiern möglich ist, sehr im Traditionell-Stereotypen verhaftet. Bei der Sexualmoral spiegeln sich persönliche Ansichten des Autors. Hinsichtlich seiner Aussagen über das Verhältnis von Aborigines und europäischstämmigen Australiern wird er heute – bei all seiner Sympathie und Bewunderung für Aborigines und deren Kultur – stark kritisiert. Letztendlich sortiert er in der von ihm niedergeschriebenen Handlung in Bony und der Bumerang die Figuren wieder entlang des rassischen Konstrukts.

## Konstruktion
Als Bony sich in die Ermittlung einschaltet und damit die Lösung des Falls ihren Anfang nimmt, ist bereits ein Viertel der Geschichte erzählt. Arthur W. Upfield schafft sich so reichlich Raum, erst einmal Landschaft und Menschen des australischen Outbacks zu beschreiben – eines seiner zentralen Themen. Gleiches gilt für eine dramatische, abschließende Verfolgungsjagd, die durch eine im ansteigenden Wasser des Darling versinkende Landschaft führt und etwa 10 % des Textes ausmacht.

## Ausgaben
The Barrakee Mystery war nicht auf Anhieb ein Erfolg. Der etablierte australische Literaturbetrieb nahm den Krimi nicht ernst – einen „Mischling“ als Detektiv schon gar nicht.
Für die US-amerikanische Ausgabe unter dem Titel The lure of the bush überarbeitete Arthur W. Upfield den Text sprachlich und „entschärfte“ dabei auch Passagen, die Stereotypen in Bezug auf die Aborigines enthielten.
Soweit nicht anders angegeben, stammen die Angaben zu den englischsprachigen Ausgaben aus dem Katalog der Australischen Nationalbibliothek.
- Erstausgabe: The Barrakee Mystery. Hutchinson & Co., London 1929[Anm. 6]
- Weitere britische und australische Ausgaben:
  - Heinemann, London 1965
  - Pan Books, London u. Sydney 1969
  - Heinemann, London 1972
  - ETT Imprint, Exile Bay, NSW, 2016
  - The Barrakee mystery: the lure of the bush. ETT Imprint, Exile Bay, NSW, 2020, ISBN 978-1-922384-46-1
- US-amerikanische Ausgaben unter dem Titel The lure of the bush[10]:
  - Doubleday, Doran & Co., Garden City, Garden City, N.Y., 1965
  - The American Reprint Company, Mattituck, N.Y., 1978 [Nachdruck der Ausgabe von 1965]
- Deutschsprachige Ausgaben[11] unter dem Titel Bony und der Bumerang:
  - [1. Auflage], ins Dt. übertr. von Heinz Otto. Goldmann, München 1966[Anm. 7]
  - [2. Auflage], Goldmann, München 1974, ISBN 3-442-02215-0
  - 3. Auflage, Goldmann, München 1989, ISBN 3-442-02215-0
  - 4. Auflage, Goldmann, München 1996, ISBN 3-442-02215-0
  - 5. Auflage, Goldmann, München 2005, ISBN 978-3-442-02215-1
- Digitale Ausgabe:
  - Bony und der Bumerang (The Barrakee Mystery)[12]